# Straßenbahn Tarnów
Die Straßenbahn Tarnów war die Straßenbahn in der polnischen Stadt Tarnów, die von 1911 bis 1946 verkehrte.

## Geschichte
Am 31. März 1912 wurde im Reichsgesetzblatt die Konzession für eine mit elektrischer Kraft zu betreibenden Kleinbahn im Gebiete der Stadtgemeinde Tarnów veröffentlicht. Konzessionär war die Stadtgemeinde Tarnów. Konzessioniert wurde eine Strecke vom Vorplatze der Station Tarnów der k.k. Staatsbahnen durch die Bahnhofzufahrtstraße, die Krakauer- und Wallgasse, bis zur Lembergerstraße in Tarnów mit einer Abzweigung zur Wagenremise nächst der Warzywnagasse.
Tarnów war neben Lemberg und Krakau die einzige größere Stadt in Galizien mit einer Straßenbahn. Am 25. September 1911 wurde die Straßenbahn feierlich in Betrieb genommen. Die zweieinhalb Kilometer lange Strecke führte von der ul. Burtniczej durch die Lwowską zum Pilzno-Tor, dann durch die Wałową um den Stadtkern herum und über die Krakowską zum Bahnhof.
Zwischen 6 Uhr am Morgen und 22 Uhr abends verkehrten sechs Wagen im Sechs-Minuten-Takt auf der Strecke, zwei weitere Wagen standen im Depot als Reserve. Die Wagen trugen einen roten Anstrich, weshalb sie von der Bevölkerung biedronkami ‚Marienkäfer‘ genannt wurden. Die Fahrkarten waren für die Zeit teuer – eine Fahrt für einen Erwachsenen kostete 20 Groszy, weshalb die Fahrgastzahlen zurückgingen. Mitte der 1930er-Jahre wurde nur noch die Hälfte der Fahrgäste befördert, verglichen mit den 1920er-Jahren. Die Verwaltung der Woiwodschaft wollte deshalb die Straßenbahn einstellen, weil der Betrieb von der Stadt bezuschusst wurde.
Die Straßenbahn wurde 1942 von der deutschen Besatzungsbehörde eingestellt, da sie den militärischen Verkehr an die Ostfront behinderte.

## Fahrzeuge
Die ersten vier Triebwagen wurden von Sanok geliefert.

## Erinnerungskultur

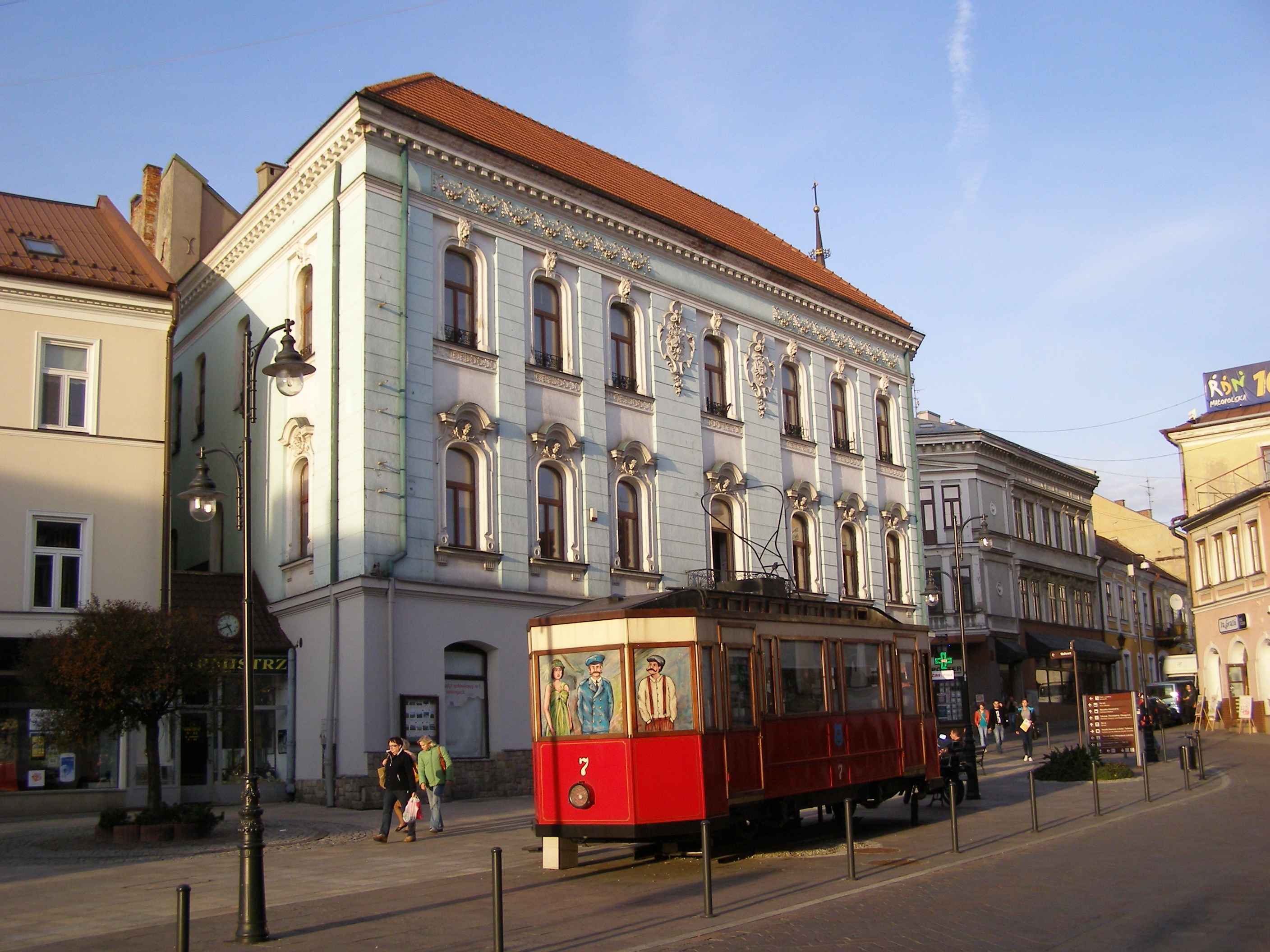
Als Café umgebauter Straßenbahnwagen

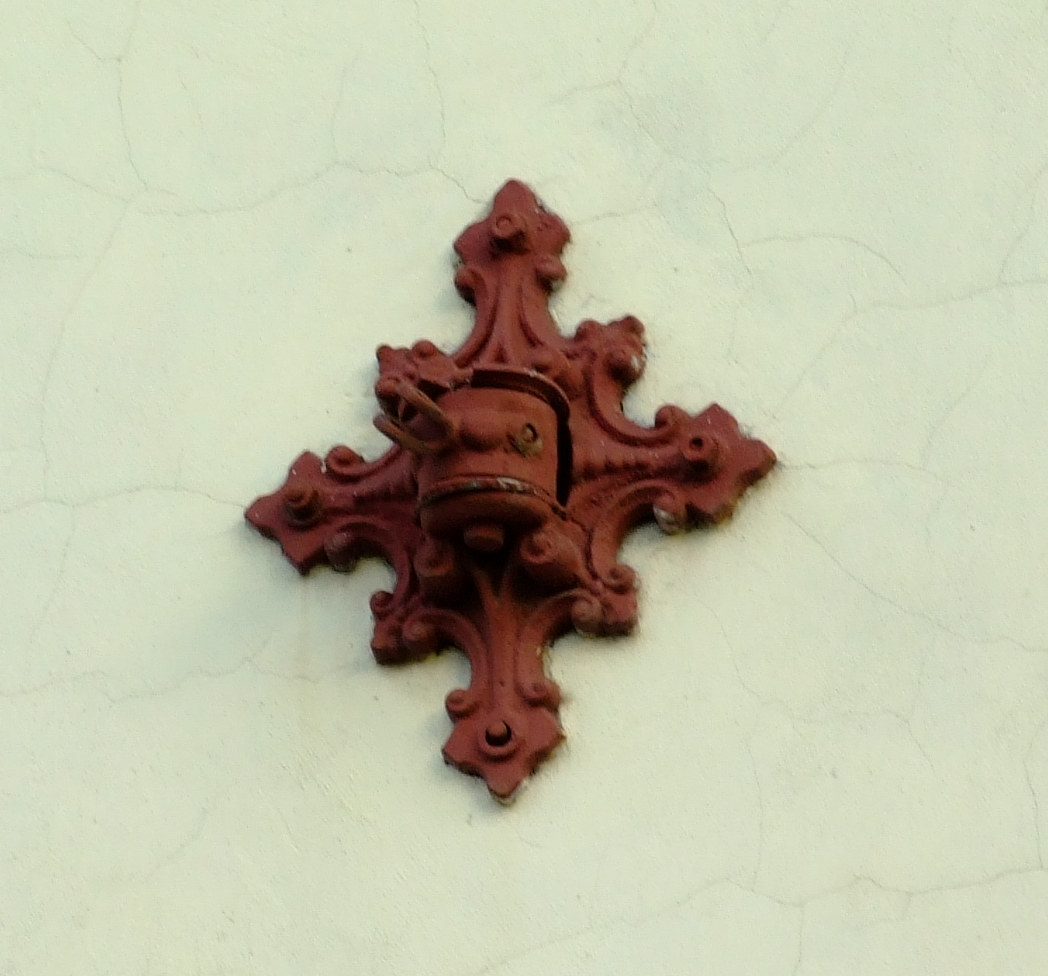
Oberleitungsrosette

Ein aus Lwiw stammender Straßenbahnwagen wurde zu einem Café umgebaut und ist in Tarnów eine Touristenattraktion. Ein Tarnówer Triebwagen befindet sich als historisches Fahrzeug 93 in Lwiw.
Weiters sind an Altbauten vereinzelt noch Oberleitungsrosetten vorhanden.